# Kristoffer Albrecht
Kristoffer Albrecht, né en 1961 à Helsinki en Finlande, est un photographe finlandais.

## Biographie
Kristoffer Albrecht naît en 1961 à Helsinki.
Il voyage dans le monde entier et travaille le noir et blanc.

## Expositions
- 1984 : Valokuvagalleria Hippolyte, Helsinki[1].
- 1994 : After Eigt, Saint-Pétersbourg[1].
- 2002 : Institut finlandais, Paris[1].

## Distinctions
- Prix Finlande 1998